# Лёвкин, Иван Васильевич
Ива́н Васи́льевич Лёвкин (11 марта 1923, Кульмановка, Пензенская губерния — 8 мая 1945) — наводчик орудия 4-й батареи 691-го артиллерийского полка, младший сержант — на момент представления к награждению орденом Славы 1-й степени.

## Биография
Родился 11 марта 1923 года в селе Кульмановка (ныне — Мокшанского района Пензенской области) в крестьянской семье. В 1936 году переехал с родителями в Алтайский край, жил в поселке Тальменка. Окончил 7 классов. Работал на лесозаводе.
В декабре 1941 года был призван в Красную Армию Тальменским райвоенкоматом. В запасном полку прошел подготовку, освоил специальность наводчика орудия. С июля 1942 года участвовал в боях с захватчиками на Воронежском, 1-м и 4-м Украинских фронтах. В 1943 году вступил в ВКП. К осени 1943 года сержант Лёвкин был наводчиком орудия 691-го артиллерийского полка 237-й стрелковой дивизии.
29 сентября 1943 года в бою на плацдарме на правом берегу реки Днепр при отражении 6 контратак младший сержант Лёвкин, в составе расчета, ведя огонь прямой наводкой, уничтожил более 40 противников. 1 октября в ходе ожесточенной контратаки враг вплотную подошел к позициям батареи. Снаряды кончились, и артиллеристы взялись за личное оружие. В этом бою Лёвкин лично огнём из автомата и гранатами уничтожил более 18 противников. Был представлен к награждению орденом Отечественной войны 1-й степени.
Приказом по частям 437-й стрелковой дивизии от 7 декабря 1943 года младший сержант Лёвкин Иван Васильевич награждён орденом Славы 3-й степени.
23 июля 1944 года в районе села Думка младший сержант Лёвкин при отражении контратаки вел огонь по противнику, пытавшемуся окружить батарею. Уничтожил миномет и 6 автоматчиков. 31 июля у села Рахин из орудия разбил крупнокалиберный пулемет, поразил свыше 10 солдат, заставил противника залечь, а затем отойти назад.
Приказом по войскам 1-й гвардейской армии от 27 сентября 1944 года младший сержант Лёвкин Иван Васильевич награждён орденом Славы 2-й степени.
24 декабря 1944 года в районе населенного пункта Скарош младший сержант Лёвкин при отражении контратаки пехоты и танков прямой наводкой подбил танк, рассеял и частично уничтожил до взвода пехоты. 17-18 января при прорыве обороны врага у населенного пункта Сенья точным огнём уничтожил 75-мм орудие, накрыл минометную батарею, подавил 2 пулемета. 19 января на подступах к городу Кошице огнём орудия поддерживал наступление пехоты, разбил минометную батарею, помог отразить контратаку вражеской пехоты. 10 февраля на подступах к городу Бельско-Бяла, следуя в боевых порядках пехоты, уничтожил 2 станковых пулемета и рассеял до роты пехоты. 13 февраля в бою за населенный пункт Мендзыжеч при отражении контратаки противника из орудия подбил артиллерийскую самоходную установку, рассеял свыше взвода пехоты. Был представлен к награждению орденом Славы 1-й степени.
14 марта при отражении контратаки противника подбил танк Т-IV «Тигр», уничтожил до отделения пехоты. Был награждён орденом Отечественной войны 2-й степени.
8 мая 1945 года сержант Левкин погиб в бою. Был похоронен на кладбище в городе Рокитнице-над-Йизероу.
Указом Президиума Верховного Совета СССР от 29 июня 1945 года за образцовое выполнение заданий командования на фронте борьбы с немецкими захватчиками и проявленные при этом доблесть и мужество младший сержант Лёвкин Иван Васильевич награждён орденом Славы 1-й степени. Стал полным кавалером ордена Славы.
Награждён орденами Отечественной войны 2-й степени, Славы 1-й, 2-й и 3-й степеней, медалью «За отвагу»